# Kobuz (Natolewice)
Kobuz (niem. Mühlengraben) – przysiółek wsi Natolewice, w Polsce, w województwie zachodniopomorskim, w powiecie gryfickim, w gminie Płoty.
Kobuz jest przysiółkiem wsi Natolewice.

## Historia
Mühlengraben wstał w latach 1841–42 jak folwark z jednym mieszkalnym budynkiem i 5 mieszkańcami, pierwszym właścicielem był Christian Wilhelm Gotthilf Rehdes.
Do 1945 roku folwark był w gminie Neu Natelfitz, należącej do powiatu Regenwalde Prowincji Pomorze.
W latach 1975–1998 miejscowość administracyjnie należała do województwa szczecińskiego.